# Гагма-Саджиджао
Гагма-Саджиджао (груз. გაღმა საჯიჯაო) — село в Грузии, на территории Хобского муниципалитета края (мхаре) Самегрело-Верхняя Сванетия.

## География
Село находится в западной части Грузии, вблизи места впадения реки Зана в реку Хобисцкали, на расстоянии приблизительно 9 километров (по прямой) к северо-востоку от города Хоби, административного центра муниципалитета. Абсолютная высота — 59 метров над уровнем моря.

## Население
По результатам официальной переписи населения 2014 года, в Гагма-Саджиджао проживало 378 человек (203 мужчины и 175 женщин). В национальной структуре населения грузины составляли 100 %.
| Год  | Население, человек |
| ---- | ------------------ |
| 2002 | 701                |
| 2014 | ↘ 378              |